# Domainhandel
Unter Domainhandel versteht man den gewerblichen Handel mit Domains, also Internetadressen wie beispielsweise example.com oder wikipedia.org.

## Rechtlicher Hintergrund
Da Domains keine materiellen, sondern ideelle Güter darstellen, besteht das Rechtsgeschäft beim Domainhandel in der Übertragung der Inhaberschaft an einer Domain vom Verkäufer auf den Käufer. Es geht dabei ausschließlich um den Handel mit den Rechten an einer Domain (Adresse) als solcher; Verkäufe von Websites, Internetprojekten oder anderen Inhalten stellen keinen Domainhandel im eigentlichen Sinne dar.
Prinzipiell ist der Domainhandel in etwa mit dem Grundstückshandel vergleichbar, wenn auch juristisch nicht besonders reguliert. Oft werden Domains auch als die „Grundstücke des Internets“ bezeichnet. Sofern keine Namens- oder Markenrechte Dritter verletzt werden, ist der Domainhandel nach höchstrichterlicher deutscher Rechtsprechung ein legales Geschäft wie jeder andere Handel.

## Gehandelte Domains
Gegenstand des Domainhandels kann prinzipiell jede Domain sein. Oft handelt es sich um generische Domains wie etwa schuhe.de, american-football.com oder teacher.org oder um Fantasienamen, die keinen rechtlichen Schutz genießen.
Besonders attraktiv sind Domains, die relativ gut in den Ergebnisseiten der Suchmaschinen indexiert sind oder über eine Fülle von Verlinkungen (sogenannte Backlinks) verfügen. Entscheidend ist oft auch, wie viele Suchanfragen zum jeweiligen Begriff vorliegen, der dem Domainnamen entspricht. Auch Domains mit einem hohen PageRank stehen hoch im Kurs. Mit diesen Domains können z. B. separate Internet-Projekte realisiert werden oder die Auffindbarkeit bestehender Projekte in den Suchmaschinen gesteigert werden.
Domainhändler registrieren entweder noch freie Domains, sie kaufen bereits registrierte Domains bei den aktuellen Inhabern an, oder sie nutzen Backorder-Dienstleister zum automatischen Registrieren von Domains kurz nach deren Löschung (sogenannte Expired Domains). Viele Domainhändler lassen Domains mit besonders beliebten Suchmaschinen-Keywords automatisiert beobachten und registrieren, um diese als zusätzliche Suchbegriffe für bestehende Projekte zu nutzen oder dem späteren Kaufinteressenten eine Art Komplettpaket anzubieten.
Von einigen Domainhändlern werden Domains übergangsweise oder dauerhaft, teilweise automatisch, mit Werbung und anderen für den Besucher meist wertlosen Inhalten gefüllt (Domainparking). Die Hoffnung ist, dass die Einnahmen durch Werbung den Kaufpreis der Domain übertreffen und sich so ein Gewinn erzielen lässt.
Das Ziel ist schließlich, die erworbenen Domains gewinnbringend weiterzuverkaufen. Da die Zahl der registrierten Domains stetig steigt, werden freie Domains immer seltener, somit ist die Registrierung freier Domains nur in Ausnahmefällen oder für neu eingeführte Marken möglich.

## Marktplätze
Domaingeschäfte können auf beliebigem Wege zustande kommen. Etabliert haben sich jedoch folgende Vertriebswege:

### Anbahnung von Seiten des Käufers
Dies ist der mit Abstand häufigste Weg für das Zustandekommen eines Domaingeschäfts. Ein Interessent wünscht eine bestimmte Domain und stellt fest, dass diese bereits vergeben ist. Er tritt an den Domaininhaber, der bei den meisten Registries (z. B. DENIC) über den Whois-Dienst frei einsehbar ist, heran und fragt, ob dieser zum Verkauf der Domain bereit ist. Auf diese Weise kommt es häufig auch zum Verkauf von Domains, die vom ursprünglichen Inhaber gar nicht zum Zwecke des gewerblichen Verkaufs registriert worden sind.
Gewerbliche Domainhändler bringen auf den Webseiten unter den von ihnen angebotenen Domains meist einen deutlichen Hinweis an, dass die Domain zum Verkauf steht, und stellen direkte Kontaktmöglichkeiten zur Verfügung.

### Aktives Marketing durch den Verkäufer
Der Verkäufer einer Domain sucht selbst nach potentiellen Interessenten und fragt diese, ob sie an der Domain interessiert sind. Auch diese Vorgehensweise ist sehr verbreitet, wird im Falle allzu aggressiven oder wahllosen Marketings von den Empfängern jedoch oft als Spam empfunden.

### Vermittler und Domainhandelsplattformen
Dabei handelt es sich um Dienstleister, die Verkäufer und Käufer von Domains gezielt zusammenführen.
Besonders etabliert hat sich der weltweit agierende deutsche Anbieter Sedo, eine Tochtergesellschaft der United Internet AG. Sedo (Search Engine for Domain Offers) ist auf die Vermittlung von Domaingeschäften spezialisiert und betreibt eine entsprechende Angebotsplattform.
Einige Vermittler wie die Domainconsult.de GmbH betreiben im Auftrag der Verkäufer aktives Marketing und treten somit als Makler auf, allerdings in der Regel zu recht hohen Courtagen.
Daneben existieren auch bei Internetauktionshäusern wie eBay eigene Rubriken für Domainangebote.

## Abwicklung
Sind ein Kaufvertrag zwischen dem Verkäufer und dem Käufer einer Domain zustande gekommen und die Zahlungsweise geregelt, so stellt der Käufer in der Regel einen Providerwechselantrag, dem vom Verkäufer stattgegeben wird. Dadurch wird der Käufer bei der zuständigen Registry als neuer Domaininhaber eingetragen. Die Dauer der Abwicklung ist von der Top-Level-Domain abhängig.

## Handelsvolumen
Die weltweit teuerste Domain bislang ist insurance.com, sie wurde im Jahr 2010 für 35,6 Mio. $ verkauft und überholte damit die bis dahin teuerste Domain VacationRentals.com, die zuvor im Jahr 2007 für 35 Mio. $ einen Käufer fand.
Weitere sehr teuer verkaufte Domains (Preis in US-Dollar) sind fund.com (10 Millionen), porn.com (9,5 Millionen), diamond.com (7,5 Millionen), business.com (7,5 Millionen) oder auch the-wall-street.com (4,5 Millionen). Der Verkauf von Domains ist keine Erfindung der letzten Jahre, bereits Ende der 1990er Jahre wurde verschiedene Domainverkäufe in Millionenhöhe getätigt.